# Podlesnoje (Kaliningrad)
Podlesnoje (russisch Подлесное, deutsch Dauden, litauisch Daudai) ist ein verlassener Ort im Rajon Krasnosnamensk der russischen Oblast Kaliningrad.
Die Ortsstelle befindet sich zwei Kilometer nördlich von Saosjornoje (Jänischken/Hansruh).

## Geschichte

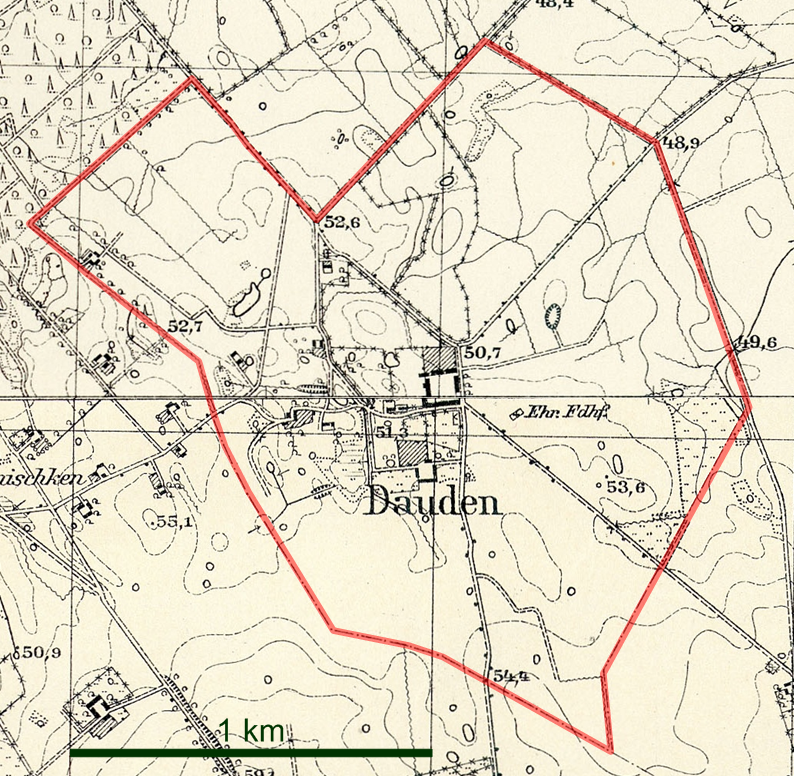
Die Landgemeinde Dauden auf zwei Messtischblättern von 1935 und 1936

Dauden war um 1780 ein kölmisches Dorf. 1874 wurde die Landgemeinde Dauden in den neu gebildeten Amtsbezirk Spullen im Kreis Pillkallen eingegliedert.
1945 kam der Ort in Folge des Zweiten Weltkrieges mit dem nördlichen Ostpreußen zur Sowjetunion. 1950 erhielt er den russischen Namen Podlesnoje und wurde dem Dorfsowjet Wesnowski selski Sowet im Rajon Krasnosnamensk zugeordnet. Podlesnoje wurde (offenbar) vor 1988 an den Ort Saosjornoje angeschlossen und diente zuletzt nur noch als Scheune.

### Einwohnerentwicklung
| Jahr | Einwohner | Bemerkungen                 |
| ---- | --------- | --------------------------- |
| 1867 | 114       |                             |
| 1871 | 137       |                             |
| 1885 | 105       |                             |
| 1905 | 72        | davon 10 litauischsprachige |
| 1910 | 60        |                             |
| 1933 | 70        |                             |
| 1939 | 68        |                             |

## Kirche
Dauden gehörte zum evangelischen Kirchspiel Kussen.